# Trevor Tomkins
Trevor Ramsey Tomkins (* 12. Mai 1941 in London; † 9. September 2022) war ein britischer Schlagzeuger des Modern und des Fusion Jazz.

## Leben und Wirken
Tomkins studierte am Blackheath-Konservatorium und an der Guildhall School of Music and Drama. Nachdem er zunächst Posaune gespielt hatte, wechselte er 1960 ans Drumset. Als Mitglied des Quintetts von Don Rendell und Ian Carr, dem er von 1963 bis zu seiner Auflösung 1969 angehörte, wurde er professioneller Musiker. In den späten 1960ern gehörte er auch zum New Jazz Orchestra und zur Alan Cohen Big Band. Des Weiteren arbeitete er mit Michael Garrick, Henry Lowther, Keith Tippett, Nucleus (als Perkussionist), Barbara Thompson, Mike Westbrook, Tony Coe und der Canterbury-Band Gilgamesh. Eine Zeitlang gehörte er zur Hausband im Ronnie Scott’s Club und begleitete dort Musiker wie Phil Woods, Sonny Stitt, Pepper Adams und Art Farmer. 1985 tourte er mit Lee Konitz durch Großbritannien. Auch spielte er im Trio seines Cousins, des Pianisten und Filmkomponisten Roy Budd.
Tomkins war als Musikdozent an der Royal Academy of Music tätig und gab Workshops in Guildhall.

## Diskographische Hinweise
- For Future Reference (1980/82, erschienen 2023), mit Jimmy Hastings, Chris Pyne, Phil Lee, John Horler, Paul Bridge[2]

## Lexigraphische Einträge
- Ian Carr, Digby Fairweather, Brian Priestley: Rough Guide Jazz. Der ultimative Führer zur Jazzmusik. 1700 Künstler und Bands von den Anfängen bis heute. Metzler, Stuttgart/Weimar 1999, ISBN 3-476-01584-X.